# Danny Pate
Pour les articles homonymes, voir Pate.
Danny Pate, né le 24 mars 1979 à Colorado Springs, est un coureur cycliste américain, professionnel entre 2000 et 2018. Spécialiste du contre-la-montre, il est notamment champion du monde du contre-la-montre espoirs en 2001.

## Biographie
Après avoir couru deux saisons avec un sponsor individuel, Danny Pate intègre l'équipe professionnelle Saeco en 2000. Cette expérience est de courte durée, puisque son contrat n'est pas renouvelé l'année suivante. Après sa carrière, il expliquera que sa première année en Europe l'a convaincu de revenir aux États-Unis, où le dopage était moins important. Il ne retournera courir en Europe que lorsque les équipes avec une éthique de course propre sont apparues sur la scène mondiale.
Malgré un titre de Champion du monde contre-la-montre des moins de 23 ans acquis en 2001, Pate n'est pas recruté par une équipe de l'élite mondiale et doit demeurer aux États-Unis dans la modeste formation Prime Alliance, évoluant en GSIII, la troisième division des équipes cyclistes professionnelles. Il change ensuite plusieurs fois d'équipes, passant chez Health Net-Maxxis en 2004 (GSIII), puis Jelly Belly en 2005 (équipe continentale). Cette année-là, il est notamment vice-champion des États-Unis sur route pour la deuxième fois.
En 2006, Danny Pate est recruté par l'ambitieuse équipe TIAA-CREF de Jonathan Vaughters. Il remporte le contre-la-montre du Tour de Beauce et obtient de bonnes places sur des épreuves européennes telles que le Tour du Limousin et le Tour de l'Ain. En 2007, il échoue à une seconde du vainqueur David Zabriskie lors du championnat des États-Unis contre-la-montre.
Son équipe, devenue entre-temps Slipstream, devient une équipe continentale professionnelle en 2008, et accède de ce fait à des courses d'un niveau plus élevé. Danny Pate participe ainsi à Paris-Nice.
Il signe pour la saison 2011 dans l'équipe américaine HTC-Highroad. Mais la structure éclatant un an plus tard, Danny Pate se voit contraint de trouver un nouvel employeur, à l'instar de ses coéquipiers. Il s'engage pour la saison 2012 avec l'équipe Sky. Il court avec un rôle d'équipier pendant ses quatre saisons au sein de l'équipe. Il remporte trois contre-la-montre par équipes, dont celui du Tour d'Italie 2013.
En 2016, il rejoint l'équipe américaine Rally, où il a le rôle de capitaine de route et de mentor pour les jeunes coureurs de l'équipe. Le 19 août 2018, il annonce à 39 ans la fin de sa carrière à l'issue de la Colorado Classic. Au cours de sa carrière qui a commencé dans les années EPO, il a toujours maintenu une réputation de coureur propre.

## Palmarès sur route

### Par années
- 1999
  - 2e étape du Tour de Moselle
  - 2e du Tour de Moselle
- 2001
  -  Champion du monde du contre-la-montre espoirs
  - Prologue et 4e (contre-la-montre) étape du Tour de Thuringe
  - Classement général du Triptyque ardennais
  - 2e du Tour des Flandres espoirs
  - 2e du championnat des États-Unis du contre-la-montre espoirs
- 2002
  - Classement général du Tour de Toona
  - 2e du championnat des États-Unis sur route
  - 2e de l'USA Cycling National Racing Calendar
  - 3e du Tour of the Gila
  - 3e du First Union USPRO Championships
  - 3e de la Cascade Cycling Classic
- 2003
  - 2e étape du Tour de White Rock
  - 3e du Tour de Delta
- 2005
  - 3e et 15e étapes de l'International Cycling Classic
  - 2e du championnat des États-Unis sur route
  - 2e du Wachovia USPRO Championships
- 2006
  - 2e étape de la FBD Insurance Rás
  - 4ea étape du Tour de Beauce (contre-la-montre)
  - 2e de la FBD Insurance Rás
  - 3e du championnat des États-Unis sur route
  - 3e du Tour de Beauce
  - 3e de la Reading Classic
- 2007
  - 5e étape du Tour du Missouri
  - 2e du championnat des États-Unis du contre-la-montre
  - 3e du Tour de Beauce
- 2008
  - 4e étape du Tour de Géorgie (contre-la-montre par équipes)
  - 1re étape du Tour d'Italie (contre-la-montre par équipes)
  - 3e du championnat des États-Unis sur route
- 2009
  - 3e du Critérium international
- 2013
  - 1reb étape du Tour du Trentin (contre-la-montre par équipes)
  - 2e étape du Tour d'Italie (contre-la-montre par équipes)
- 2015
  - 1re étape du Tour de Romandie (contre-la-montre par équipes)

### Résultats sur les grands tours

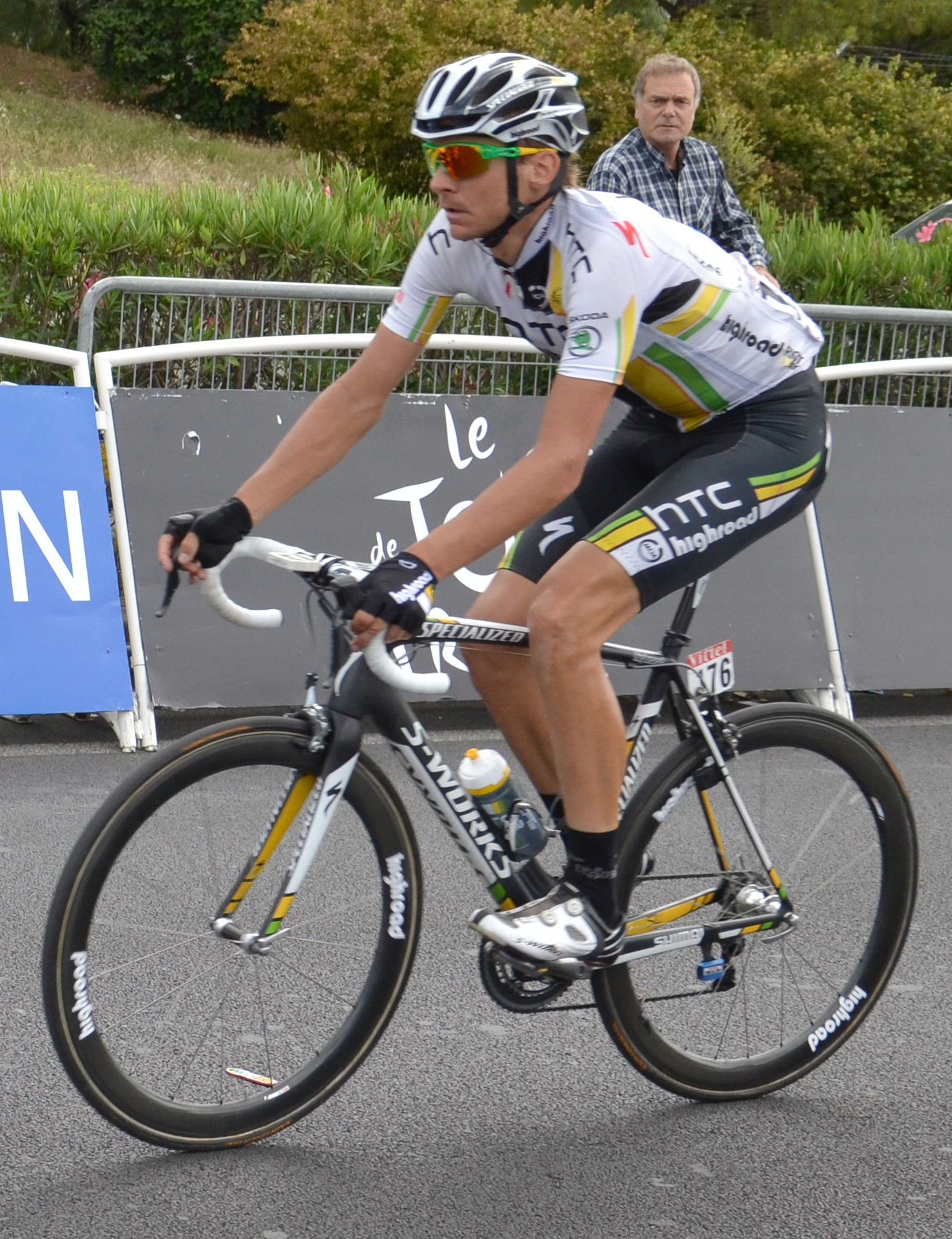
Danny Pate lors de l'arrivée de la du Tour de France 2011.

#### Tour de France
4 participations
- 2008 : 95e
- 2009 : 141e
- 2011 : 165e
- 2014 : 153e

#### Tour d'Italie
3 participations
- 2008 : 137e, vainqueur de la 1re étape (contre-la-montre par équipes)
- 2009 : 144e
- 2013 : 134e, vainqueur de la 2e étape (contre-la-montre par équipes)

#### Tour d'Espagne
1 participation
- 2012 : 147e

### Classements mondiaux
| Année                  | 2005 | 2006 | 2007  | 2008 | 2009 | 2010 | 2011 | 2012 | 2013 | 2014 | 2015 |
| ---------------------- | ---- | ---- | ----- | ---- | ---- | ---- | ---- | ---- | ---- | ---- | ---- |
| Calendrier mondial UCI |      |      |       |      | 212e | nc   |      |      |      |      |      |
| UCI World Tour         |      |      |       |      |      |      | nc   | nc   | nc   | nc   | nc   |
| UCI America Tour       | 27e  | 19e  | 34e   | 364e |      |      |      |      |      |      |      |
| UCI Europe Tour        |      | 283e | 1260e |      |      |      |      |      |      |      |      |
| UCI Oceania Tour       |      | 82e  |       |      |      |      |      |      |      |      |      |

## Palmarès en cyclo-cross
- 1997-1998
  -  Champion des États-Unis de cyclo-cross juniors